# هیدنوری ایشی
هیدنوری ایشی (انگلیسی: Hidenori Ishii؛ زادهٔ ۲۳ سپتامبر ۱۹۸۵) بازیکن فوتبال اهل ژاپن است.